# 大谷杏奈
大谷 杏奈（おおたに あんな、1996年9月14日 - ）は、愛知県新城市出身の女子競輪選手。日本競輪選手会大阪支部所属（当初は愛知支部所属）、ホームバンクは岸和田競輪場。日本競輪学校（当時。以下、競輪学校）第110期生。師匠は深見仁哉（91期）。夫は同じく競輪選手の堀僚介（109期）。

## 経歴
中学時代、トライアスロンをやっており自転車種目を得意としていた。ある日、父親からガールズケイリンの話を聞いて競輪選手を志したという。桜丘高等学校入学後、自転車に入部。2014年高校総体スクラッチ優勝、ポイントレース優勝という実績を残した。
2014年12月24日、競輪学校第110回技能試験に合格。在校競走成績は8位（16勝）。
2016年7月1日、豊橋競輪場でデビューし6着。初勝利は同年8月18日の西武園競輪場で挙げた。
2022年に同じ競輪選手の堀僚介との結婚を発表、また同年3月7日付けで日本競輪選手会大阪支部に移籍となった。